# Liste d'écrivains de langue grecque moderne
Cette liste vise à recenser les auteurs de littérature grecque moderne et notamment les écrivains postérieurs à la guerre d’indépendance de 1821 et les auteurs contemporains. L’ordre suivi est chronologique à l’intérieur de chaque section.

## Littérature grecque byzantine
Quelques noms de la littérature byzantine :
- Thémistios (vers 317-388), avocat, philosophe
- Étienne de Byzance (VIe siècle), Ethniques, De Urbibus
- Jean Malalas (vers 490-578), [Histoire] générale par Jean Malalas, originaire de la grande ville d’Antioche des Syriens, depuis le temps de la Création du monde
- Procope de Césarée (vers 500-560), avocat, historien, Les Guerres de Justinien, Histoire secrète de Justinien, Sur les monuments
- Photios Ier de Constantinople (vers 810-893), patriarche, Myriobiblos
- Jean Skylitzès (vers 1040-1100), chroniqueur, Synopsis Historion, Scylitzes Continuatus
- Jean Tzétzès (vers 1110-1180), byzantin, grammairien, poète
- Eustathe de Thessalonique (1120 ? -1198), ecclésiastique, érudit, saint orthodoxe
- Digénis Akritas (poème épique, byzantin, œuvre anonyme, XIVe siècle)
- Stéphane Sachlikis (1331-1403), poète crétois, satiriste, Conseils à Franceschi
- Nicolas Sophianos (1500-1551), humaniste, copiste, imprimeur, grammairien, philologue, cartographe
- Georges Chortatzis (1545-1610), crétois, dramaturge, Érophile
- Vicenzos Kornaros (vers 1553-1613), crétois (d'origine vénitienne), poète, Erotókritos, Le Sacrifice d’Abraham
- Théophile Corydalée (en) (1560-1645), métropolite, scientifique, philosophe néo-platonicien
- Cyrille Loukaris (1572-1638), patriarche, calviniste oriental (Confession, 1629)

## De la prise de Constantinople à la Révolution de 1821
- Eugène Yannoulis (1638-1682)[1]
- Élie Miniatis (1663-1714)
- Damodos (1700-1752)
- Côme d'Étolie (1714-1771)
- Constantin Dapontès (1714-1784)
- Eugène Voulgaris (1716-1806)
- Katargis (1720-1807)
- Moesiodax (1730-1800)
- Adamántios Koraïs ou Coray (1748-1833)
- Rigas Féréos (1757-1798)
- Athanásios Psalídas (en) (1764/1767-1829)
- Jean Vilaras (1771-1823)
- A. Christopoulos (1772-1847)

## Auteurs duXIXesiècle
- Andreas Calvos (1792-1869)
- A. Matésis (1794-1875)
- Yánnis Makriyánnis (1797-1864)
- Dionýsios Solomós (1798-1857)
- J. Typaldos (1814-1883)
- Konstantínos Paparrigópoulos (1815-1891)
- A. Valaoritis (1824-1879)
- Rigas Velestinlis (Rigas Fereos) (1757–1798), diplomate, traducteur
- Ioánnis Vilarás (1771–1823), poète
- Georges Vizyinos (1849-1896)
- A. Provelenghios (1850-1936)

## Auteurs duXIXe(et début duXXesiècle)
- Constantin Cavafy (1863–1933)
- Konstantinos Chatzopulos (1868–1920)
- Penelope Delta (1874–1941)
- Margaritis Dimitsas (de) (1830-1903)
- Íon Dragoúmis (1878-1920)
- Andreas Calvos (1792–1869), poète
- Kóstas Karyotákis (1896-1928)
- Níkos Kazantzákis (1883–1957)
- Kóstas Krystállis (1868–1894), poète
- Andréas Laskarátos (1811–1901)
- Miltiadis Malakassis (1869–1943), poète
- Vasilis Michaelidis (1849–1917), poète
- Konstantinos Nikolopoulos (1786–1841), musicien
- Pavlos Nirvanas (Petros K. Apostolidis) (1866–1937), journaliste, poète
- Alexandre Papadiamándis (1851-1911)
- Kostís Palamás (1859-1943)
- Ioannis Papadiamandopoulos dit Jean Moréas (1856-1910)
- Alexándra Papadopoúlou  (1867-1906)
- Konstantínos Paparrigópoulos (1815–1891), historien
- Nikos Politis (1852-1921)
- Alexandros Rizos Rangavis (1809–1892), poète
- Emmanouíl Roḯdis (1836-1904)
- Ángelos Sikelianós (1884-1951)
- Dionýsios Solomós (1798–1857), poète
- Spirídon Trikoúpis (1788–1873), historien, politique, diplomate
- Aristotélis Valaorítis (1824–1879), poète
- Kóstas Várnalis (1884–1974)
- Dimítrios Vikélas (1835–1908), poète
- Georgios Vizyinos (1849–1896)
- Angelos Vlachos (1838–1920), poète

## Auteurs duXXeet duXXIesiècle
- Téllos Ágras 1899–1944), poète, critique
- Kostas Akrivos (1958-)
- Tilemachos Alaveras (1926–2007)
- Vassilis Alexakis (1943–2021), romancier, francophone
- Aris Alexandrou (1922–1978), poète, traducteur
- Élli Alexíou (1894–1988)
- Angelika Aliti (1946-), dramaturge, journaliste, germanophone
- Petros Ambadzoglou (1931–2004)
- Manolis Anagnostakis (1925–2005), poète
- Katerina Angelaki-Rooke (1939–2020), poétesse
- Renos Apostolidis (1924–2004), critique, essayiste
- Evgenios Aranitsis (1955-), essayiste, poète, critique
- Giorgos Athanasiadis-Novas (1893–1987), politique
- Tassos Athanassiadis (1913–2006)
- Kosta Athanasopoulos (1969-), germanophone
- Nikos Bakolas (1927–1999)
- Jannis Beratis (1904–1968)
- Nikos Chatzinikolaou (1935-), poète, traducteur
- Marios Chakkas (Hakkas) (1931–1972)
- Kyriakos Charalambidis (1940-), poète
- Dionysis Charitopoulos (1947-)
- Kostas Chatziargyris (1912–1963
- Dimitris Chatzis (1913–1981)
- Giorgos Chimonas (1939–2000), prosateur
- Chrístos Chomenídis (1966-)
- Dinos Christianopoulos (en) (1931-2020)
- Nikos Chouliaras (1940-2015)
- Dimitris Dimitriadis 1944-)
- Sotíris Dimitríou (1955-)
- Níkos Dímou (1935-)
- Kikí Dimoulá (1931-)
- Lena Divani (de) (1955-)
- Maro Douka (en) (1947-)
- Apóstolos Doxiádis (1953-)
- Philippos Drakodaidis (1940-)
- Neni Efthymiadi (1946-2008)
- Odysséas Elýtis (1911–1996)
- Andréas Embiríkos (1901–1975)
- Níkos Engonópoulos (1907–1985)
- Evgenia Fakinou (de) (1945-)
- Alekos Fassianos (1935-2022)
- Nikos Fokas (1927–2021), poète
- Níkos Gátsos (1911-1992)
- Freddy Germanos (1934-1999)
- Kostis Gimossoulis (en) (1960-)
- Katerína Gógou (1940-1993)
- Vassilis Gurojannis (1951-)
- Dimitris Hatzis (1913–1981)
- Vangelis Hatziyannidis (en) (1967-)
- Thanasis Hatzopoulos (el) (1961-)
- Georgios Ioannou (el) (1927-1985)
- Nikos Kachtitsis (1926–1970)
- Ektor Kaknavatos (1920–2010), poète
- Nikolas Kalas (1907–1988)
- Pandelís Kaliotsos (1925–2016)
- Dimitirs Kalokyris (1948-) traducteur, illustrateur, éditeur
- Dean Kalimniou (1977-)
- Iákovos Kambanéllis (1922–2011)
- Panagiótis Kanellópoulos (1902–1986)
- M. Karagatsis (1908–1960)
- Margaríta Karapánou (1946–2008)
- Panos Karnezis (1967-)
- Níkos Karouzos (1926–1990), poète
- Kóstas Karyotákis (1896–1928), poète
- Ioànna Karystiàni (en) (1952-), caricaturiste
- Tolis Kasantzis (1938–1991)
- Nikos Kasdaglis (1928–2009)
- Vangelis Kassos (1956-), poète, politique
- Angela Kastrinaki (1961-), comparatiste, crétoise
- Konstantinos Petrou Kavafis (1863–1933), poète
- Níkos Kavvadías (1910-1975), poète
- Níkos Kazantzákis (1883–1957)
- Maria Kentrou-Agathopulou (1930-), poétesse
- Natassa Kesmeti (1947-)
- Yánnis Kiourtsákis (né en 1941)
- Kostas Kondromimos (1960–1996)
- Alexandros Kotzias (1926–1992)
- Ménis Koumandaréas (1931-2014)
- Dimosthenis Kourtovik (1948-)
- Mimika Kranaki (1922–2008)
- Dimitris P. Kraniotis (1966-), poète, médecin
- Tassos Livaditis (el) (1922-1988), poète
- Menelaos Loundemis (1912–1977), poète
- Dimitris Lyacos (1966-), poète, dramaturge
- Margarita Lymberaki (1919–2001)
- Yianis Makridakis (1971-)
- Miltiadis Malakassis (1869–1943), poète
- Giannis Manglis (1909–2006)
- Lena Manta (1964-)
- Pétros Márkaris (1937-), traducteur, romancier (policier), scénariste
- Giorgos Markopoulos (1951-), poète
- André Massepain (André Kédros, Virgilios Solominidis) (1917–1999), traducteur
- Jenny Mastoraki (1949-), traductrice
- Pavlos Matessis (1933 2013), traducteur, dramaturge
- Amanda Michalopoulou (1966-)
- Christóforos Miliónis (1932-2017)
- Chrónis Míssios (1930-2012)
- Kostoula Mitropoulou (1933–2004), écrivaine, nouvelliste
- Kostas Murselas (1932–2017)
- Strátis Myrivílis (Evstratios Stamatopulos), journaliste
- Lilika Nakou (1899-1989), journaliste
- Aristotelis Nikolaidis (1922–1996), psychiatre, journaliste
- Dimitris Nollas (1940-), scénariste
- Kostís Palamás (1859–1943), poète
- Aléxandros Panagoúlis (1939-1976)
- Ioannis Michail Panagiotopoulos (1901–1982), poète, critique
- Alexis Panselinos (1943-)
- Assimakis Panselinos (1903–1984), poète, avocat
- Panikos Päonidis (1925-), journaliste, pacifiste, chypriote
- Katína Papá (1903–1959), poétesse, conteuse
- Ilias Papadimitrakopulos (1930-), médecin
- Dimitris P. Papaditsas (1922–1987), médecin
- Eftychia Papagiannopoulou (1893–1972), poétesse, parolière
- Kostis Papagiorgis (1947–2014)
- Soritis Patatzis (1914–1991), journaliste
- Títos Patríkios (né en 1928), traducteur, poète
- Nikos Gavriil Pentzikis (1908–1993), peintre
- Thanassis Petsalis-Diomidis (1904–1995)
- Spyros Plaskovitis (1917–1999), poète, politique
- Rea Revekka Poulharidou (1967-), poétesse
- Pandelís Prevelákis (1909–1986), professeur d'arts, poète
- Lefteris Poulios (1944-), poète
- Vangelis Raptopoulos (1959-)
- Yánnis Rítsos (1909-1990), poète, traducteur
- Dionyssios Romas (1906–1981), politique
- Rodis Kanakaris-Roufos (1924–1972), diplomate
- Miltos Sachtouris (en) (1919-2005)
- Antónis Samarákis (1919-2003)
- Galatia Sarandi (1920– 2009)
- Georges Sari (Georgia Sarivaxevani) (1927–2012), comédienne
- Siranna Sateli (1951-)
- David Sedaris (1956-), essayiste américaine de père grec
- Georges Séféris (1900-1971), poète, diplomate, Prix Nobel
- Aris Sfakinakis (1958-)
- Periklis Sfyridis (1933-), médecin
- Ángelos Sikelianós (1884–1951), poète
- Nona Simakis (1965-), germanophone
- Takis Sinopoulos (1917–1981), poète
- Giorgos Skambardonis(1953-), journaliste
- Alexandros Skias (1924-)
- Giorgos Skourtis (1940–2018)
- Didó Sotiríou (1909-2004), journaliste
- Érsi Sotiropoúlou (1953-)
- Antonis Sourounis (1942–2016)
- Alexis Stamatis (1960-)
- Danái Stratigopoúlou (1913-2009)
- Kóstas Takhtsís (1927–1988)
- Phaidon Tamvakakis (1960-)
- Petros Tatsopoulos (1959-), politique
- Angelos Terzakis (en) (1907–1981), dramaturge
- Nikos Themelis (1947–2011), politique
- Ávra Theodoropoúlou (1880–1963), critique musicale, féministe
- Tákis Theodorópoulos (1954-), journaliste
- Yórgos Theotokás (1905–1966)
- Eleni Torossi (1947-), journaliste
- Sóti Triantafýllou (1957-), traductrice
- Evgénios Trivizás (1946-), criminologue, auteur enfance
- Constantine Athanasios Trypanis (1909–1993), philologue, byzantiniste, poète, anglophone, politique
- Vassilis Tsiambussis (1953-), ingénieur
- Stratís Tsírkas (1911–1980)
- Sótia Tsótou (1942–2011), poétesse, journaliste
- Christos Vakalopoulos (1956–1993), scénariste
- Nanos Valaoritis (1921–2019), poète
- Thanásis Valtinós (1932-2024), romancier, scénariste
- Maro Vamvounaki (1948-), notairesse
- Kóstas Várnalis (1884–1974), poète
- Nikos Vassiliadis (1942-), enseignant, traducteur
- Vassílis Vassilikós (1934-)
- Thanassis Vembos (1963-), journaliste, romancier (SF)
- Ilías Venézis (1904–1973), dramaturge
- Nousme Victor (née en 1879)
- Angelos Vlachos (1915–2003), juriste, poète, diplomate
- Eva Vlami (1920–1974)
- Charis Vlavianos (1957-)
- Ólga Vótsi (1922-1998)
- Nikiforos Vrettakos (1912–1991), poète
- Grigórios Xenópoulos (1867–1951), journaliste
- Giannis Xanthoulis (1947-), journaliste, dramaturge
- Giannis Yfandis (1949-), poète
- Zyránna Zatéli (née en 1951)
- Alki Zei (1927–2020)
- Lilí Zográfou (1922–1998), journaliste

## Liste chronologique

### 1650
- Élie Miniatis (1669-1714), évêque orthodoxe, savant

### 1700
- Bikentios Damodos (1700-1752)[2],[3]
- Côme d'Étolie (1714-1771), moine, saint orthodoxe
- Constantin Dapontès Kesarios (1714-1784), chroniqueur, moine
- Eugène Voulgaris (1716-1806), ecclésiastique, enseignant, traducteur
- Katargis (1720-1807) (?)
- Iósipos Misiódax (1730-1800), savant, un des Maîtres de la nation
- Adamántios Koraïs (Coray) (1748-1833), érudit, médecin, Maître de la nation

### 1750
- Rigas Velestinlis (Rigas Fereos) (1757–1798), lettré, patriote, diplomate, traducteur, politique, essayiste
- Athanásios Psalídas (1764/1767-1829), érudit, éditeur, grande figure de la renaissance culturelle grecque

### 1770
- Ioánnis Vilarás (1771–1823), poète (en démotique)
- Athanásios Christópoulos (1772-1847), poète, dramaturge, Politika Parallela
- Konstantinos Nikolopoulos (en) (1786–1841), musicien, philologue
- Spirídon Trikoúpis (1788–1873), historien, politique, diplomate, Histoire de l'insurrection grecque
- Andreas Calvos (1792–1869), poète, dramaturge
- A. Matésis (1794-1875) (?)
- Yánnis Makriyánnis (1797-1864), politique, militaire, héros
- Dionýsios Solomós (1798–1857), poète, prosateur, Hymne à la Liberté (1823), Oi Eleftheroi Poliorkimenoi

### 1800
- Alexandros Rizos Rangavis (1809–1892), poète, politique, Noire est la nuit (en)
- Andréas Laskarátos (1811–1901), poète, ionien, de l'école des Sept Îles
- Julius Typaldos (Pretenderis) (el) (1814-1883), juge, réformiste[4]
- Konstantínos Paparrigópoulos (1815-1891), historien, , Histoire de la Nation hellène des temps les plus anciens jusqu'à nos jours
- Aristotélis Valaorítis (1824–1879), poète, politique, Astrapógiannos, O Fotinós (Aurore)
- Margaritis Dimitsas (de) (1830-1903)
- Dimítrios Vikélas (1835–1908), poète, essayiste, affairiste, anglophone, francophone, traducteur, olympiste, romancier, Loukis Laras, On the Byzantines
- Emmanouíl Roḯdis (1836-1904), journaliste, romancier, La Papesse Jeanne (1866), La Complainte du fossoyeur (1895)
- Angelos Vlachos (de) (1838–1920), poète, traducteur
- Georges Vizyinos (1849-1896), nouvelliste, poète, Le seul voyage de sa vie (1884)

### 1850
- Aristomenis Provelenghios (de) (1850-1936), poète, politique, dramaturge, de l'Académie d'Athènes
- Alexandre Papadiamándis (1851-1911), nouvelliste, romancier
- Nikolaos G. Politis (1852-1921)[5],[6]
- Vasilis Michaelidis (en) (1853–1917), poète, chypriote
- Ioannis Papadiamandopoulos dit Jean Moréas (1856-1910), poète symboliste grec d'expression française
- Kostís Palamás (1859–1943), poète, Les yeux de mon âme (1892), Iambes et anapestes (1897), Le tombeau (1898)...

### 1860
- Constantin Cavafy (1863–1933) (Konstantinos Petrou Kavafis), journaliste, courtier, poète, égyptien, fonctionnaire
- Pavlos Nirvanas (Petros K. Apostolidis) (1866–1937), journaliste, poète
- Alexándra Papadopoúlou (1867-1906), chroniqueuse, nouvelliste
- Grigórios Xenópoulos (1867–1951), journaliste, nouvelliste, romancier
- Konstantinos Chatzopulos (de) (1868–1920), poète
- Kóstas Krystállis (1868–1894), poète bucolique, L'Ombre d'Hadès
- Miltiadis Malakassis (1869–1943)[7], poète

### 1870
- Nikólaos Polítis (1872-1942), politique, diplomate
- Penelope Delta (1874–1941), auteure enfance, Toinon l'espiègle (1932), Voyou (1935)
- Ágis Théros (1875-), Spýros Theodorópoulos (1875-1961), poète, folkloriste, politique, sociologue
- Íon Dragoúmis (1878-1920), politique, diplomate, essayiste, Le Sang des Martyrs et des Héros, Samothrace, Ceux qui sont vivants
- Nousme Victor (1879- ?) (?)

### 1880
- Ávra Theodoropoúlou (1880–1963), pianiste, critique musicale, féministe, suffragette
- Níkos Kazantzákis (1883–1957), romancier, poète, essayiste, Alexis Zorba (1946), Le Christ recrucifié (1948), La Dernière Tentation (1954)
- Ángelos Sikelianós (1884–1951), poète
- Kóstas Várnalis (1884–1974), poète, dramaturge, traducteur, critique

### 1890
- Strátis Myrivílis (1890-1969), Efstrátios Stamatópoulos, romancier
- Geórgios Athanasiádis-Nóvas (1893–1987), avocat, politique
- Eftychia Papagiannopoulou (en) (1893–1972), poétesse, parolière
- Élli Alexíou (1894-1988), journaliste, dramaturge, écrivaine
- Kóstas Karyotákis (1896–1928), poète, prosateur
- Téllos Ágras 1899–1944), poète, critique, indépendantiste

### 1900
- Georges Séféris (1900-1971), poète, diplomate, Prix Nobel
- Andréas Embiríkos (1901–1975), poète, nouvelliste, photographe, psychanalyste, Oktàna, Les Talismans de l'amour et des armes
- Ioannis Michail Panagiotopoulos (el) (1901–1982), poète, critique
- Panagiótis Kanellópoulos (1902–1986), politique
- Assimakis Panselinos (el) (1903–1984), poète, avocat
- Katína Papá (1903c–1959), poétesse, romancière
- Jannis Beratis (el) (1904–1968)[8], Giannēs Beratēs, prosateur, traducteur
- Lilika Nakou (de) (1904-1989), journaliste, Móschō Tzavélla (1995), L'Enfer des enfants (1978), Terre de Béotie (1962), Alexandra (1954)
- Thanassis Petsalis-Diomidis (el) (1904–1995), romancier, dramaturge, les Mavrolykos (1947-1948), (La Cloche de la Sainte-Trinité (1949)
- Ilías Venézis (1904–1973, Elias Mellos), romancier, dramaturge, Numéro 31328 (1924), Terre éolienne (1943)
- Yórgos Theotokás (1905–1966), romancier, Esprit libre (1929), Argo (1936), Le Démon (1938), Leonís (1940)
- Dionyssios Romas (el) (1906–1981), politique
- Níkos Engonópoulos (1907–1985), peintre, poète, surréaliste
- Nicolas Calas (1907–1988, Nikos Kalamaris), poète, essayiste
- Angelos Terzakis (en) (1907–1981), dramaturge
- M. Karagatsis (1908–1960, Dimitrios Rodopoulos), nouvelliste, romancier
- Nikos Gabriel Pentzikis (de) (1908–1993), peintre
- Giannis Manglis (el) (1909–2006), nouvelliste, dramaturge, traducteur
- Pandelís Prevelákis (1909–1986), crétois, professeur d'arts, poète, dramaturge
- Yánnis Rítsos (1909-1990), poète, traducteur
- Didó Sotiríou (1909-2004), journaliste, dramaturge
- Constantin Athanasios Trypanis (en) (1909–1993), philologue, byzantiniste, poète, anglophone, politique

### 1910
- Melissanthi (en) (1910-1990), poétesse, journaliste
- Níkos Kavvadías (1910-1975), marin, poète, Le Quart (Βάρδια, Vardia, 1954, roman), Li (1987)
- Odysséas Elýtis (1911–1996), poète, critique d'art, Axion Esti (1960), Prix Nobel de littérature 1979
- Níkos Gátsos (1911-1992), poète, parolier
- Stratís Tsírkas (1911–1980), cairote, nouvelliste, romancier, Cités à la dérive (Le Cercle, Ariane, La Chauve-souris) (1960-1965)
- Kostas Chatziargyris (1912–1963[9], Le Peintre et le pirate
- Menelaos Loundemis (en) (1912–1977), poète, essayiste
- Nikiforos Vrettakos (en) (1912–1991), poète, également anglophone
- Tassos Athanassiadis (en) (1913–2006), couturier, chroniqueur, biographe, romancier
- Dimitris Hatzis (1913–1981, ou Chatzis), journaliste, poète, nouvelliste, romancier, éditeur, Fotia (Feu, 1946)
- Danái Stratigopoúlou (1913-2009), chanteuse, parolière, universitaire
- Soritis Patatzis (el) (1914–1991), journaliste, nouvelliste, romancier, dramaturge
- Angelos Vlachos (el) (1915–2003), juriste, poète, diplomate
- Spyrídon Plaskovítis (1917–2000)[10], poète, nouvelliste, romancier, essayiste, politique, député européen
- André Massepain (André Kédros, Virgilios Solominidis) (1917–1999), traducteur
- Takis Sinopoulos (en) (1917–1981), médecin, poète
- Marguerite Libéraki (1919–2001), dramaturge, scénariste
- Miltos Sachtouris (en) (1919-2005, Miltos Chrysanthis), poète
- Antónis Samarákis (1919-2003), poète, nouvelliste, romancier, La Faille (To láthos, 1965)

### 1920
- Ektor Kaknavatos (en) (1920–2010, Yorgοs Kontoyorgis), poète, universitaire, essayiste, également francophone
- Galatia Sarandi (el) (1920– 2009), universitaire, nouvelliste, romancière, auteure enfance
- Eva Vlami (el) (1920–1974)
- Nanos Valaoritis (1921–2019), poète
- Aris Alexandrou (1922–1978), poète, traducteur, La Caisse (roman, 1974)
- Iákovos Kambanéllis (1922–2011), poète, dramaturge, réalisateur, Mauthausen (1965)
- Mimika Kranaki (el) (1922–2008), romancière
- Tassos Livaditis (el) (1922-1988), poète
- Aristotelis Nikolaidis (el) (1922–1996), psychiatre, journaliste, poète, essayiste, romancier
- Dimitris P. Papaditsas (en) (1922–1987), médecin, poète
- Ólga Vótsi (1922-1998), poétesse, traductrice, essayiste
- Lilí Zográfou (1922–1998), journaliste, dramaturge, essayiste, romancière
- Renos Apostolidis (en) (1924–2004), critique, philologue, essayiste
- Rodis Kanakaris-Roufos (en) (1924–1972), diplomate, romancier
- Alexandros Skias (1924-) (?)
- Manolis Anagnostakis (en) (1925–2005), poète, critique,
- Pandelís Kaliotsos (el) (1925–2016), auteur enfance
- Panikos Päonidis (1925-2021)[11],[12], journaliste, pacifiste, chypriote
- Tilemachos Alaveras (el) (1926–2007), romancier, essayiste
- Nikos Kachtitsis (1926–1970), enseignant, traducteur, interprète, canadien montréalais trilingue (grec, français et anglais)
- Níkos Karouzos (en) (1926–1990), poète
- Alexandros Kotzias (el) (1926–1992), journaliste, critique, nouvelliste
- Nikos Bakolas (el) (1927–1999), journaliste, traducteur, romancier, dramaturge
- Nikos Fokas (en) (1927–2021), poète, traducteur, essayiste
- Georgios Ioannou (el) (1927-1985)
- Georges Sari (Georgia Sarivaxevani, Zorz Sari) (1927–2012), comédienne, romancière
- Kóstas Takhtsís (1927–1988), poète, nouvelliste, romancier, Le troisième anneau (1962)
- Alki Zei (1927–2020), romancière, auteure jeunesse
- Nikos Kasdaglis (el) (1928–2009), romancier
- Títos Patríkios (né en 1928), traducteur, poète, essayiste
- Elias Petropoulos (1928–2003), folkloriste, anthropologue[13], critique, poète

### 1930
- Maria Kentrou-Agathopulou (el) (1930-), poétesse, romancière, essayiste
- Chrónis Míssios (1930-2012)
- Ilias Papadimitrakopulos (el) (1930-), médecin, journaliste, directeur de revue, nouvelliste
- Petros Ambadzoglou (el) (1931–2004), traducteur, journaliste, nouvelliste, romancier, Pavlos et Eleni, Une journée ordinaire
- Marios Chakkas (en) (1931–1972, Hakkas), poète, dramaturge, nouvelliste
- Dinos Christianopoulos (en) (1931-2020)
- Kikí Dimoulá (1931-), poétesse, essayiste
- Ménis Koumandaréas (1931-2014), traducteur, nouvelliste, romancier
- Christóforos Miliónis (1932-2017), traducteur, nouvelliste, romancier, essayiste
- Kostas Murselas (el) (1932–2017), scénariste, dramaturge
- Thanásis Valtinós (1932-2024), romancier, scénariste
- Kostoula Mitropoulou (de) (1933–2004), écrivaine, nouvelliste, poétesse, dramaturge
- Pavlos Matessis (en) (1933 2013), traducteur, dramaturge, romancier
- Periklis Sfyridis (el) (1933-), médecin
- Freddy Germanos (1934-1999), journaliste, producteur, animateur, humoriste
- Vassílis Vassilikós (1934-), poète, journaliste, romancier, scénariste, politique, diplomate, Z (1966)
- Nikos Chatzinikolaou (1935-)/ (1962-), poète, traducteur (?)
- Níkos Dímou (1935-), philosophe, journaliste, poète, photographe, polémiste
- Alékos Fassianós (1935-2022), peintre
- Georges Leonardos (1937-), journaliste, romancier (roman historique)
- Pétros Márkaris (1937-), traducteur, romancier (policier), scénariste
- Tolis Kasantzis (el) (1938–1991), journaliste, chroniqueur, poète, traducteur, nouvelliste
- Katerina Angelaki-Rooke (en) (1939–2020), poétesse, traductrice, conférencière
- Giorgos Chimonas (el) (1938–2000), romancier
- Nikos Nikolaïdis (1939-2007), cinéaste, romancier
- Aléxandros Panagoúlis (1939-1976), poète, politique

### 1940
- Kyriakos Charalambidis (en) (1940-), poète
- Nikos Chouliaras (el) (1940-2015), peintre, sculpteur, écrivain, poète, auteur-compositeur
- Philippos Drakodaidis (el) (1940-)
- Giorgos Skourtis (1940–2018)[14],[15]
- Dimitris Nollas (el) (1940-), scénariste
- Katerína Gógou (1940-1993), comédienne, actrice, poétesse
- Yánnis Kiourtsákis (né en 1941), essayiste, traducteur, romancier
- Antonis Sourounis (el) (1942–2016), nouvelliste, romancier
- Sótia Tsótou (1942–2011), poétesse, journaliste
- Nikos Vassiliadis (1942-), enseignant, traducteur
- Vassilis Alexakis (1943–2021), romancier, franco-grec, Ap. J.-C. (roman) (2007), Le Premier Mot (2010), La Langue maternelle (1995)
- Alexis Panselinos (en) (1943-), romancier, nouvelliste, traducteur, La grande procession (1986)
- Dimitris Dimitriadis 1944-), poète, traducteur, dramaturge, Le Prix de la révolte au marché noir (1968)...
- Lefteris Poulios (en) (1944-), poète
- Evgenia Fakinou (de) (1945-)
- Angelika Aliti (de) (1946-), comédienne, directrice culturelle, dramaturge, journaliste, germanophone
- Neni Efthymiadi (el) (1946-2008), avocate, nouvelliste, essayiste, romancière
- Margaríta Karapánou (1946–2008), romancière, Ο υπνοβάτης (Le Somnambule, 1985)
- Evgénios Trivizás (1946-), criminologue, sociologue, auteur enfance
- Dionysis Charitopoulos (el) (1947-), essayiste, romancier, dramaturge
- Maro Douka (en) (1947-)
- Natassa Kesmeti (el) (1947-), poétesse, nouvelliste, romancière
- María Laïná (1947-), poétesse
- Kostis Papagiorgis (en) (1947–2014), essayiste, chroniqueur, traducteur (en philosophie)
- Nikos Themelis (el) (1947–2011), politique, romancier, Le renversement (2009)
- Eleni Torossi (de) (1947-), journaliste, reporteure, germanophone
- Giannis Xanthoulis (el) (1947-), journaliste, dramaturge, romancier
- Dimitirs Kalokyris (1948-)[16] traducteur, illustrateur, éditeur
- Démosthène Kourtovik (en) (1948-), anthropologue, critique littéraire
- Jenny Mastoraki (en) (1949-), traductrice, poétesse
- Maro Vamvounaki (el) (1948-)[17], notairesse, romancière, critique littéraire
- Giannis Yfandis (en) (1949-), poète

### 1950
- Vassilis Gurojannis (1951-)[18], avocat, poète, nouvelliste, romancier
- Giorgos Markopoulos (en) (1951-), poète
- Zyránna Zatéli (1951-), nouvelliste, romancière, essayiste, Le Crépuscule des loups (Και με το φως του λύκου επανέρχονται, 1984), La Mort en habits de fête (Ο θάνατος ήρθε τελευταίος, 2002)
- Ioànna Karystiàni (en) (1952-), caricaturiste
- Apóstolos Doxiádis (1953-), anglophone, traducteur, romancier, dramaturge, Oncle Petros et la Conjecture de Goldbach (1992), Logicomix (2008)
- Giorgos Skambardonis (el), journaliste, chroniqueur, nouvelliste, romancier
- Érsi Sotiropoúlou (1953-), poétesse, nouvelliste, romancière, Zigzags dans les orangers (1999), Ce qui reste de la nuit (2017)
- Vassilis Tsiambussis (1953-)[19], ingénieur, nouvelliste, romancier, directeur de revue
- Tákis Theodorópoulos (1954-), journaliste, romancier, Les Sept Vies des chats d'Athènes (2001)
- Evgenios Aranitsis (en) (1955-), essayiste, poète, critique; nouvelliste
- Sotíris Dimitríou (1955-), nouvelliste, Heureux soit non nom (1993, en dialecte épirote)
- Lena Divani (de) (1955-), historienne, universitaire
- Vangelis Kassos (1956-)[20], poète, juriste, politique
- David Sedaris (1956-), essayiste, humoriste, américain de père grec
- Christos Vakalopoulos (el) (1956–1993), scénariste, réalisateur, producteur
- Sóti Triantafýllou (1957-), traductrice, historienne, romancière, essayiste, éditorialiste
- Charis Vlavianos (en) (1957-), poète
- Kostas Akrivos (de) (1958-), nouvelliste, romancier
- Aris Sfakinakis (el) (1958-), romancier
- Vangelis Raptopoulos (el) (1959-), chroniqueur, scénariste, romancier
- Petros Tatsopoulos (el) (1959-), journaliste, scénariste, politique

### 1960
- Kostis Gimossoulis (en) (1960-), poète, romancier
- Kostas Kondromimos (1960–1996) (?)
- Alexis Stamatis (en) (1960-), romancier, dramaturge, poète
- Phaidon Tamvakakis (1960-)[21], nouvelliste, romancier
- Thanasis Hatzopoulos (el) (1961-), pédopsychiatre, poète, essayiste
- Angela Kastrinaki (el) (1961-), comparatiste, crétoise
- Nikos Chatzinikolaou (el) (1962-), traducteur, poète
- Thanassis Vembos (1963-)[22], journaliste, traducteur, romancier (SF)
- Lena Manta (el) (1964-), journaliste, nouvelliste, romancière
- Nona Simakis (1965-), germanophone
- Chrístos Chomenídis (1966-), romancier
- Dimitris P. Kraniotis (en) (1966-), poète, médecin
- Dimitris Lyacos (1966-), poète, dramaturge
- Amanda Michalopoulou (de) (1966-), germano-grecque, romancière
- Vangelis Hatziyannidis (en) (1967-), romancier, dramaturge
- Panos Karnezis (en) (1967-), anglo-grec, romancier
- Rea Revekka Poulharidou (de) (1967-), poétesse, germano-grecque
- Kosta Athanasopoulos (1969-), germanophone (?)
- Isidore Zourgos (el) (1964-), romancier

### 1970
- Yianis Makridakis (1971-) (?)
- Dean Kalimniou (en) (1977-), avocat, poète, australien d'ascendance grecque

## Sources
- Denis Kohler, La littérature grecque moderne., PUF, coll. Que sais-je ?, 1985